# Famille Rezzonico
 (août 2025).
La famille Rezzonico est une famille patricienne de Venise, originaire d'un Andrea Erecco de Guido della Torre.

## Historique

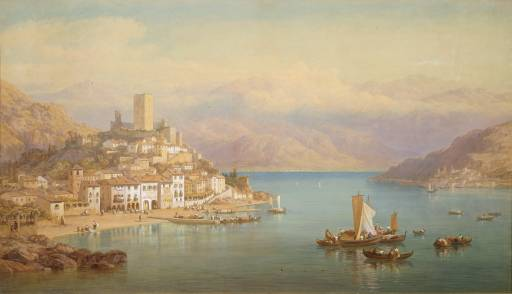
Rezzonico, sur le lac de Côme

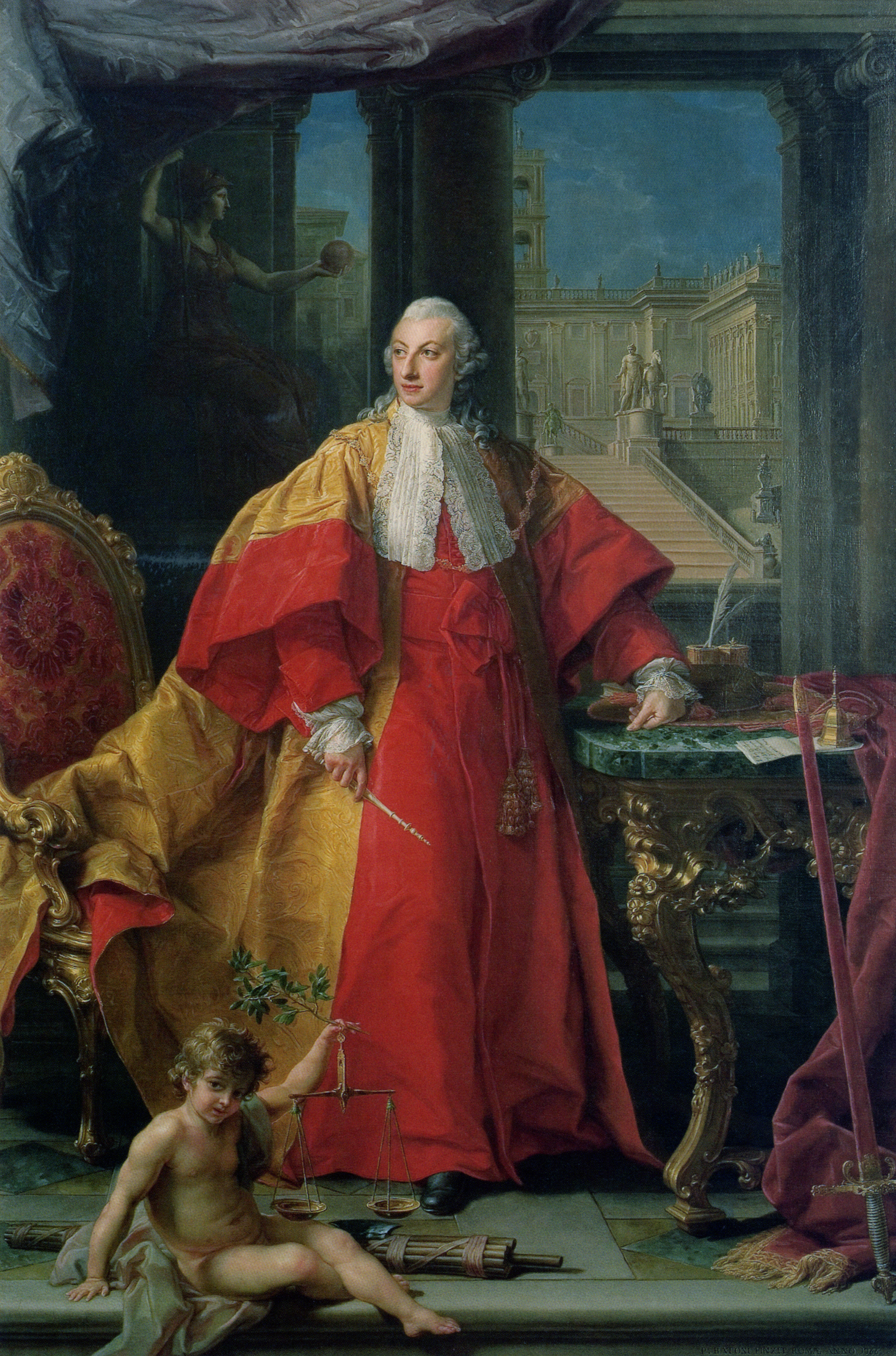
Le prince Abbondio (1756), dernier des Rezzonico de Venise

La famille famille Rezzonico était établie à Rezzonico sur le lac de Côme, où ils possédaient divers fiefs et des croix dans la religion des Hospitaliers. Pour ce motif, ils maintinrent longtemps le nom de famille de della Torre - Rezzonico.
Aurelio transféra son siège à Venise en 1638. En 1665, l'empereur empereur Léopold le nomme, ainsi que son frère Carlo établi à Gênes, barons du Saint-Empire.
En 1683, le pape Innocent XI confie à ses frères Quintiliano et Giovan Battista de remettre au roi de Pologne Jean Sobieski les capitaux à employer contre les Turcs qui assiégeaient Vienne. Un troisième frère, Abbondio est confié par Quintiliano à Livio Odescalchi, petit-fils du Pape qui lui confiera le rôle de gouverneur de différentes villes de l'État Pontifical.
En 1687, les Rezzonico achetèrent, au prix de 100 000 ducats, le titre de patriciens vénitiens. Ils commencèrent à investir leurs capitaux immenses dans la république de Venise, assumant titres politiques et achetant un immeuble sur le Canal Grand en 1752, dont la construction avait été abandonnée par les Bon, déchus économiquement. Les noces unissant les familles Rezzonico et Savorgnan par le mariage de Ludovico Rezzonico et Faustine Savorgnan, s'accompagnèrenet de la décoration de la Ca' Rezzonico, pour laquelle Giambattista Tiepolo réalisa en 1757 La Noblesse, la Vertu et le Mérite se dirigeant vers le temple de la Gloire, une fresque de 600 × 100 cm.
En 1758, un autre Carlo Rezzonico devient pape Clément XIII, pendant que son frère Aurelio est décoré de la dignité de procurateur de Saint-Marc. Ce dernier investira des sommes significatives dans l'arrangement du Ca' Rezzonico: la Salle d'Audience, avec fresques de Giandomenico Tiepolo, devient l'emblème de la puissance de la famille.
Cent vingt-trois ans après leur arrivée à Venise, cette branche de la famille s'éteignit par la mort d' Abbondio en 1810. Le conseil de famille réuni sous Clément XIII, décida de léguer le patrimoine de Venise à Antonio Widmann, fils de Quintilia, sœur d'Abbonio.

## Armes

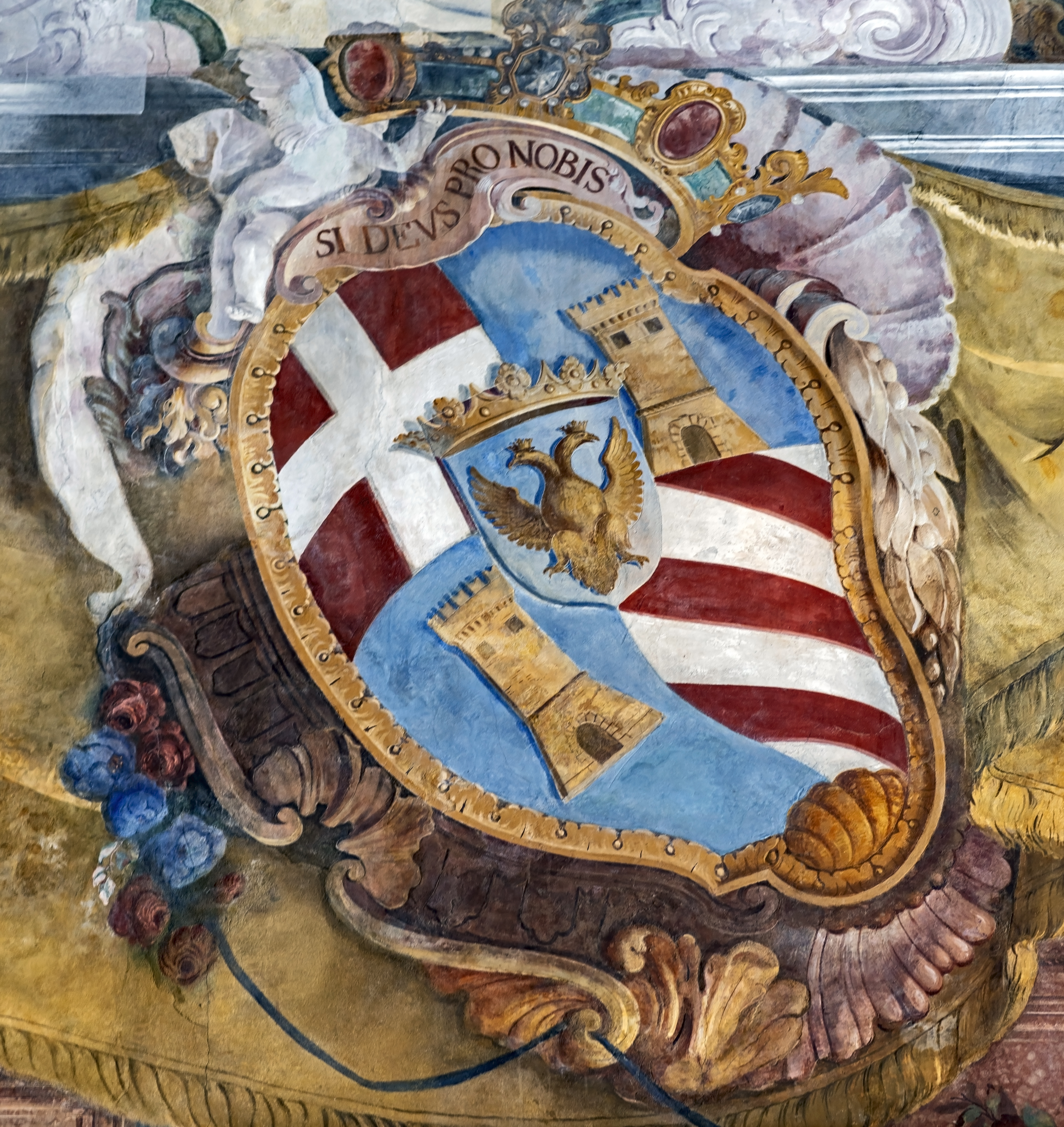
Armes des Rezzonico.

Les armes des Rezzonico se blasonnent ainsi écartelées au 1er de gueules à une croix d'argent, au 2e et 3e de sable à une tour maçonnée et crénelée d'argent, au 4e de gueules avec deux barres d'argent : sur le tout d'or à une Aigle éployée de sable, ayant en cœur un ovale d'argent chargé de la lettre L de sable, concession de l'empereur Léopold, qui leur permit de couronner cet écusson d'une couronne à fleurons aigus, semblable à celle des princes.

## Personnalités
- Carlo Rezzonico
- Giovanni Battista Rezzonico

## Palais de Venise

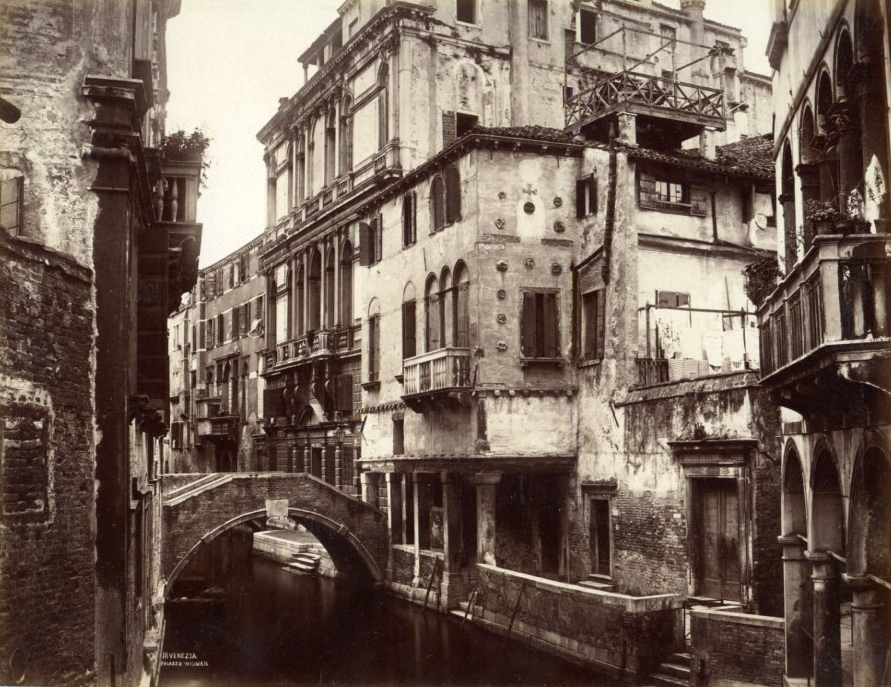

- Palais Fontana Rezzonico
- Palais Widmann-Rezzonico
- Palais Bon Rezzonico (Ca' Rezzonico)
- Della Torre di Rezzonico